# Сасыкольский сельсовет
Сасыко́льский сельсове́т — муниципальное образование в Астраханской области Харабалинского района, административный центр — село Сасыколи.

## История
Муниципальное образование «Сасыкольский сельсовет» образовано 4 октября 1996 года.
6 августа 2004 года в соответствии с Законом Астраханской области № 43/2004-ОЗ установлены границы муниципального образования, сельсовет наделен статусом сельского поселения.

## Население
| 2010  | 2012  | 2013  | 2014  | 2015  | 2016  | 2017  |
| ----- | ----- | ----- | ----- | ----- | ----- | ----- |
| 5530  | ↘5521 | ↗5522 | ↗5540 | ↘5534 | ↘5525 | ↗5528 |
| 2018  | 2019  | 2020  | 2021  |       |       |       |
| ↘5487 | ↘5431 | ↘5341 | ↘5178 |       |       |       |

## Состав сельского поселения
| № | Населённый пункт | Тип населённого пункта       | Население |
| - | ---------------- | ---------------------------- | --------- |
| 1 | Бугор            | посёлок                      | ↘303      |
| 2 | Зелёные Пруды    | посёлок                      | ↘3        |
| 3 | Сасыколи         | село, административный центр | ↘4933     |